# Kvarteret Skatan reser till Laholm
Kvarteret Skatan reser till Laholm är en svensk komedi från 2012. Filmen hade biopremiär den 16 mars 2012. Den handlar om rollfigurerna som medverkar i Kvarteret Skatan, en TV-serie regisserad av Mikael Syrén med Vanna Rosenberg, Johan Glans, Rachel Mohlin, David Batra och Anna Blomberg i rollerna. I långfilmen medverkar flera av skådespelarna från TV-serien, men istället för Anna Blomberg medverkar Klara Zimmergren.
Filmen spelades in i Fårösund på Gotland.

## Handling
Gänget från Kvarteret Skatan bestämmer sig för att tillbringa sin semester i Laholm.

## Rollista
- Johan Glans – Magnus
- Vanna Rosenberg – Frida
- David Batra – Ulf, Gert
- Rachel Mohlin – Jenny, Dessie, begravningsentreprenören
- Klara Zimmergren – Ulfs fru
- Mads Ousdal – Rune
- Mikael Syrén – bankmannen, Per-Arne
- Olle Jansson – prästen
- Sofia Bach – Melanie
- Jesper Odelberg – sig själv
- Hasse Aro – sig själv

## Mottagande
Kvarteret Skatan reser till Laholm sågs av totalt 111 080 biobesökare i Sverige.